# Club Atlético Huracán (hockey sobre patines)

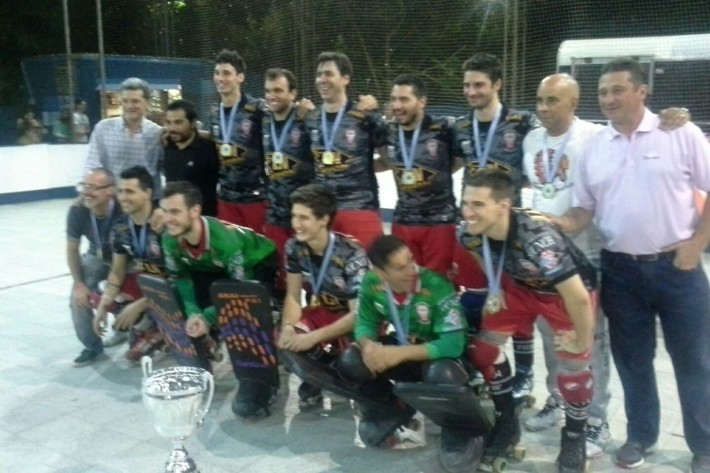
Foto campeón sudamericana

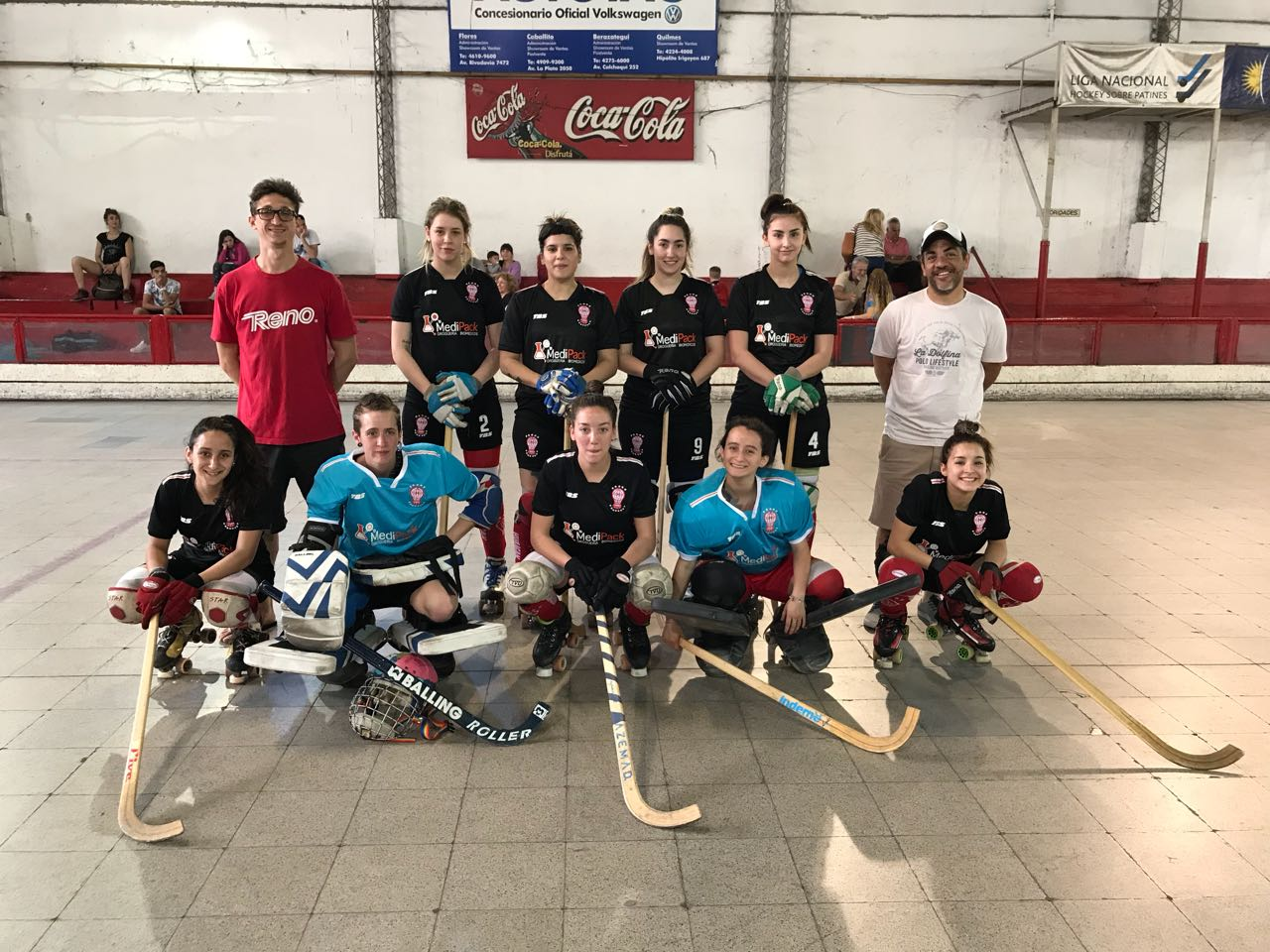
Foto de la primera femenino

El Club Atlético Huracán de hockey sobre patines es una sección deportiva del Club Atlético Huracán, ubicada en el barrio de Parque Patricios de la ciudad de Buenos Aires. 
El hockey sobre patines es el deporte más laureado del Club Atlético Huracán, alcanzando también reconocimiento nacional e internacional.
Fundado originalmente el 25 de mayo de 1903, en el barrio de Pompeya, fue reorganizado a partir del 1 de noviembre de 1908. Su apodo es "El Globo", el de sus hinchas, "Quemeros", y su estadio es el Tomás A. Ducó, conocido como "El Palacio" o "La quema". El color de su camiseta es blanco, con la insignia y vivos rojos.
El departamento de Hockey sobre Patines brinda formación en dicha disciplina tanto a niños, jóvenes y adultos, contando con planteles (Masculinos y Femeninos) en todas las divisionales, y principalmente, en las Primeras Divisiones. 

## Localía
La pista de hockey sobre patines, donde practican todas las divisiones y donde se disputan los partidos, se encuentra ubicada en la Sede Social del Club Atlético Huracán, situada en la Avenida Caseros 3159, sobre unos terrenos con una superficie total de 4000 m², fue construida por el arquitecto Miguel Curuchet y se inauguró el 9 de agosto de 1941. Cuenta con capacidad para 800 espectadores.
En julio de 2008, con motivo del centenario del club, se celebró la segunda edición de la Copa América de hockey patines en categoría masculina.

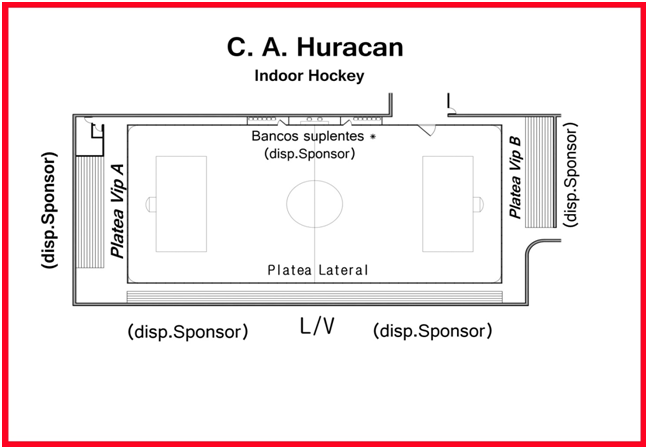
Mini Estadio de Hockey Sobre Patines del Club Atlético Huracán, situado en el barrio de Parque Patricios, mas precisamente en la sede social del club, cuenta con una capacidad de 800 espectadores.

## Torneos
Por su ubicación geográfica en el barrio de Parque Patricios de esta Ciudad Autónoma, el Club Atlético Huracán, participa naturalmente del Campeonato Metropolitano de Hockey Sobre Patines, habiendo ganado dicha competición en distintas oportunidades, tanto la rama masculina como la rama femenina y en diversas categorías. 
A su vez, participa de la Liga Nacional A-1, la más grande competición de clubes de Hockey de la República Argentina.
A nivel internacional, ha participado numerosas veces del Campeonato Sudamericano de Clubes de hockey sobre patines, subiendo al podio en 5 ocasiones, y obteniendo el primer puesto en dos oportunidades, 2011 y 2015, logros que convalidaron la participación en la Copa Intercontinental de hockey sobre patines, evento organizado por la Federación Internacional de Patinaje (FIRS), en los años 2012 y 2016, enfrentando al Hockey Club Liceo y al Club Patí Vic respectivamente.